# Погон веб-прегледача
Погон веб-прегледача (енгл. web browser engine) софтвер је који је обично уграђен у веб-прегледач и има улогу да прихвата садржај написан у језицима са означавањем (попут HTML или XML), и затим тај садржај приказује на екрану или штампачу. Осим веб-прегледача, обично је део клијента електронске поште, читача електронских књига и било које друге апликације која треба да приказује садржај веба.

## Примери
Веб-прегледач Konqueror (део пројекта KDE) користи погон KHTML. KHTML је такође и основа за WebKit, који користи  компаније Apple и Google Chrome. WebKit је тренутно најраспрострањенији погон веб-прегледача. У будућности, Google Chrome и  ће користити Blink, који се развија из WebKit-а.
 је погон веб-прегледача Firefox, Thunderbird и SeaMonkey.
 је погон који користе многи програми за : Internet Explorer, netSmart и Outlook Express.
Веб-прегледач Opera тренутно користи Presto, али је најављено да ће у будућности користити Blink, који је заснован на WebKit-у.

## Историја
Први веб-прегледачи су били монолитни. Коришћене су различите методе за рашчлањивање HTML садржаја у садржај који се може приказати на екрану. Касније је погон издвојен из прегледача.
Већину послова задатих прегледачу обавља погон. Он прихвата веб-адресу и приказује документ који се налази на тој адреси. Такође, погон управља хипервезама, обрасцима, колачићима, скриптовима на клијентској страни и програмским додацима.
Веб-прегледач пружа мени, траке са адресом, статусом, маркере, историју и различита подешавања. Он има улогу интерфејса између корисника, погона и оперативног система.
Раздвајање погона од веб-прегледача олакшава приказивање садржаја веба и у другим апликацијама и уређајима.